# Macrostomion gnathothlibi
Macrostomion gnathothlibi är en stekelart som beskrevs av Shaw 2002. Macrostomion gnathothlibi ingår i släktet Macrostomion och familjen bracksteklar. Inga underarter finns listade i Catalogue of Life.